# Potinara
Potinara, (abrevidado Pot) en el comercio, es un híbrido intergenérico que se produce entre los géneros de orquídeas Brassavola, Cattleya, Laelia y Sophronitis, como géneros principales.
Fácilmente se puede imaginar que una combinación de todas las cualidades deseables de los cuatro géneros sería algo extraordinariamente hermoso. Sin embargo, las plantas en el que todas las cualidades deseadas aparecen se producen sólo en una pequeña proporción de la descendencia, y el porcentaje de plantas homocigóticas es para todas las calidades incluso con menos frecuencia. Sería necesario para lograr los resultados ideales un programa de cría más bien extensa. Muchas combinaciones encantadoras ocurren en los cruces con Potinara, aunque relativamente pocos se han hecho.
La búsqueda de una manera de criar grandes híbridos rojos se le ha dado un nuevo impulso con el descubrimiento de Cattleya milleri . Se espera que esta especie no ofrecerá  las dificultades genéticas que han plagado la hibridación utilizando Sophronitis. Algunos resultados alentadores ya se han alcanzado.

## Historia
En 2008, el género Sophronitis se fusionó con Cattleya con lo que los notogéneros como Potinara, Sophrolaeliocattleya y Sophrocattleya ya no son actuales, sino sólo de interés histórico. Al mismo tiempo, varias especies de Cattleya que había sido ampliamente utilizadas en la hibridación fueron movidas al nuevo género Guarianthe. (Dos especies de Brassavola , B. digbyana y B. glauca se habían mudado al nuevo género Rhyncholaelia a principios de la década.) Como resultado, los híbridos que alguna vez fueron clasificados en Potinara se encuentran ahora en varios géneros y notogéneros.